# 장폴 루시용
장폴 루시용(프랑스어: Jean-Paul Roussillon, 1931년 3월 5일 ~ 2009년 7월 31일)은 프랑스의 배우이다.
파리에서 태어났으며 부르고뉴에서 사망하였다. 사인은 폐암이다.

## 영화
- 크리스마스 이야기 (2008년)
- 블랙모르의 섬 (2004년)
- 킹스 앤 퀸 (2004년) - 아벨 역
- 남성전용회사에서 놀기 (2003년)
- 아이돌 (2002년) - 로저 역
- 미쉬카 (2002년)
- 봄을 전하는 제비 (2000년)
- 우리들은 그 노래를 알고 있다 (1997년)
- 트뤼프 (1995년)
- 달타냥의 딸 (1994년)
- 최후의 탈옥 샹떼 (1992년)
- 사라의 비밀 (1991년)
- 하얀 외침 검은 태양 (1991년)
- 사랑의 코미디 (1989, Comédie d'amour)
- 사랑의 아픔 (1987년)
- 모스크바 신드롬 (1986년)
- 우리는 두 번 죽지 않는다 (1985, On ne meurt que deux fois)
- 송어 (1982년)
- 쥐트코트의 주말 (1964년)
- 살의의 순간 (1956년) - 아메데 역